# Naprawa DNA

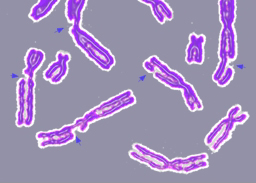
Uszkodzenie DNA doprowadziło do licznych pęknięć chromosomów

Naprawa DNA – szereg procesów prowadzących do identyfikacji i naprawy zmian w cząsteczkach DNA w żywej komórce. W komórkach organizmów żywych procesy metaboliczne i czynniki środowiskowe mogą powodować uszkodzenie DNA. W każdej komórce codziennie ma miejsce nawet milion takich uszkodzeń. Wiele z nich powoduje trwałe zmiany w cząsteczce DNA, które mogą upośledzić albo pozbawić komórkę możliwości prawidłowej transkrypcji genu kodowanego przez uszkodzony fragment DNA. Inne uszkodzenia mogą skutkować potencjalnie groźną dla genomu komórki mutacją, dotyczącą tej komórki i wszystkich następnych powstałych z niej po podziałach. Oznacza to, że proces naprawy DNA w komórce musi być cały czas aktywny, by móc szybko i skutecznie niwelować skutki każdego uszkodzenia komórkowego DNA.
Powodzenie naprawy DNA zależy od wielu czynników, w tym typu i wieku komórki oraz środowiska pozakomórkowego. W komórce, w której duża ilość DNA uległa uszkodzeniu albo której mechanizmy naprawy DNA nie są wystarczająco efektywne, mogą zajść:
- nieodwracalny stan wygaśnięcia aktywności komórki – starzenie się komórki;
- samobójcza śmierć komórki, czyli apoptoza;
- niekontrolowane podziały, prowadzące do powstania nowotworu.

Zdolność komórki do naprawy własnego DNA jest istotna dla integralności fizycznej całego genomu oraz integralności informacji genetycznej, którą niesie, a więc i dla prawidłowego funkcjonowania całego organizmu. Wiele genów które początkowo zidentyfikowano jako wpływające na długość życia komórek, z czasem okazały się być zaangażowane w procesy naprawy i ochrony DNA przed uszkodzeniem. Nieprawidłowy przebieg naprawy zniszczeń komórkowych w komórkach generatywnych może doprowadzić do propagacji mutacji w gametach i w rezultacie, przekazania mutacji potomstwu. Z drugiej strony, między innymi takie mutacje są siłą napędową ewolucji biologicznej.

## Uszkodzenie DNA
Uszkodzenie DNA na skutek procesów metabolicznych wewnątrz komórki i czynników środowiskowych, występuje z szacowaną częstością 1000 do 1 000 000 pojedynczych uszkodzeń cząsteczek DNA na komórkę każdego dnia. Stanowi to jedynie 0,000165% ludzkiego genomu składającego się z około 6 miliardów zasad (3 miliardów par zasad), ale nienaprawione uszkodzenia w krytycznych dla funkcji komórki genach (takich jak geny supresorowe nowotworów) może upośledzić zdolność komórki do pełnienia jej funkcji i znacznie zwiększyć prawdopodobieństwo transformacji nowotworowej.
Duża część uszkodzeń cząsteczek DNA, najczęściej związanych z chemiczną modyfikacją zasad, objawia się zaburzeniem pierwszorzędowej struktury podwójnej helisy. Zmodyfikowane zasady zaburzają regularny przebieg helisy poprzez wprowadzenie dodatkowych, nienaturalnych wiązań chemicznych czy zawady sterycznej, która poprzez fizyczne niedopasowanie wypacza strukturę helisy. W przeciwieństwie do białek czy RNA, DNA zazwyczaj nie posiada istotnej dla funkcjonalności struktury trzeciorzędowej dlatego zaburzenia zwykle nie występują lub są nieistotne na tym poziomie organizacji strukturalnej. Jakkolwiek nić DNA jest zazwyczaj zwinięta do postaci superzwiniętej (ang. supercoiled), a jej upakowanie jest wspomagane przez oddziaływania z histonami – te oddziaływania, jak i struktura superzwinięta mogą być zaburzone przez uszkodzenia DNA.

### Źródła uszkodzenia
Uszkodzenia DNA mogą być podzielone na dwie duże grupy:
- endogenne uszkodzenie, spowodowane m.in. przez działanie reaktywnych form tlenu powstających w prawidłowych procesach metabolicznych komórki, zwłaszcza w procesie oksydacyjnej deaminacji;
- egzogenne uszkodzenie, spowodowane przez takie czynniki, jak:
  - promieniowanie ultrafioletowe (o długości fali λ=200–300 nm);
  - inne zakresy promieniowania elektromagnetycznego, zwłaszcza promieniowanie rentgenowskie i gamma;
  - hydroliza;
  - działanie wysokiej temperatury;
  - niektóre wirusy;
  - pewne toksyny roślinne;
  - mutageny, zwłaszcza związki aromatyczne;
  - radioterapia i chemioterapia stosowane w leczeniu chorób nowotworowych.

Replikacja uszkodzonego DNA przed podziałem komórkowym może doprowadzić do błędnego włączenia nieprawidłowych zasad do DNA i przekazania mutacji komórkom potomnym. Na tym etapie prawidłowy zapis kodujący geny tych odcinków DNA jest już niemożliwy do odtworzenia, ze względu na brak oryginalnej, nienaruszonej matrycy (nieuszkodzone DNA). Wyjątkiem są bardzo rzadkie przypadki mutacji przywracających pierwotną, prawidłową strukturę DNA (mutacje wsteczne, rewersja mutacji).

### Typy uszkodzeń
Wyróżnia się cztery główne typy uszkodzeń DNA spowodowane endogennymi procesami metabolicznymi w komórce:
1. utlenianie zasad azotowych (np. oksydacja guaniny do 8-oksoguaniny) i przerwania nici DNA spowodowane działaniem reaktywnych form tlenu;
2. alkilowanie zasad azotowych (zazwyczaj metylacja), np. utworzenie 7-metyloguaniny;
3. hydroliza zasad, np. deaminacja, depurynacja, depirymidynacja;
4. wstawienie niekomplementarnej zasady (ang. mismatch) w czasie replikacji DNA.

Uszkodzenie spowodowane egzogennymi czynnikami może mieć różny charakter. Przykładami są:
- promieniowanie ultrafioletowe powoduje tworzenie wiązań między sąsiadującymi zasadami cytozyną i tyminą, prowadząc do utworzenia dimerów pirymidynowych;
- promieniowanie jonizujące utworzone podczas rozpadów radioaktywnych albo promieniowanie kosmiczne powoduje przerwania nici DNA;
- podwyższona temperatura powoduje zwiększenie częstości depurynacji i przerwań pojedynczych nici DNA. Przykładowo, hydrolityczna depurynacja zachodzi u termofilnych bakterii Thermus thermophilus HB27 żyjących w gorących źródłach w temperaturze 85–250 °C z tak dużą częstością (depurynacja 300 nukleotydów purynowych na genom na generację), że mechanizmy naprawy DNA nie są wydolne, stąd nie można wykluczyć możliwości odpowiedzi adaptacyjnej u tego gatunku[3];
- przemysłowe związki chemiczne takie jak chlorek winylu albo nadtlenek wodoru, i naturalne, takie jak węglowodory policykliczne (występujące m.in. w dymie, sadzy i smole) prowadzą do powstania różnorodnych pochodnych zasad azotowych – etenowych, utlenionych, alkilowanych fosfotriestrów i innych, a także powodują utworzenie nieprawidłowych wiązań poprzecznych (ang. crosslinking) między nićmi DNA.

### Uszkodzenie DNA jądrowego a uszkodzenie DNA mitochondrialnego
W komórkach organizmów eukariotycznych, a więc również ludzkich, DNA znajduje się poza jądrem komórkowym także w mitochondriach (u roślin dodatkowo w chloroplastach). DNA jądrowy (nDNA, ang. nuclear DNA) występuje w postaci chromatyny podczas niereplikatywnych etapów cyklu komórkowego i jest upakowany w zwarte struktury znane jako chromosomy w czasie podziału komórki. W każdej z tych form DNA jest silnie skondensowany i owinięty wokół kompleksów białkowych o paciorkowatym kształcie, zbudowanych z białek zwanych histonami. Gdy komórka chce odczytać informację genetyczną zakodowaną w jej własnym DNA właściwy fragment chromosomu jest rozwijany, odczytywane są znajdujące się tam geny, a następnie łańcuch powraca do swej pierwotnej formy. Mitochondrialny DNA (mtDNA), znajdujący się w mitochondriach, istnieje w wielu kopiach, jest również ściśle związany z pewną liczbą białek, z którymi tworzy kompleks zwany nukleoidem. Wewnątrz mitochondriów reaktywne formy tlenu (ROS, ang. reactive oxygen species) oraz wolne rodniki, produkty uboczne mitochondrialnych etapów oddychania komórkowego, tworzą silnie utleniające środowisko uszkadzające mtDNA. Enzym zwalczający nadmiar nadtlenków w środowisku to dysmutaza ponadtlenkowa, obecna zarówno w mitochondriach, jak i cytoplazmie komórek eukariotycznych.

### Starzenie się i apoptoza komórki
Starzenie się, nieodwracalny proces prowadzący do zaprzestania mitotycznych podziałów komórki, jest skorelowany z procesem skracania zakończeń chromosomów, tak zwanych telomerów. Telomery są długimi fragmentami powtarzającego się niekodującego DNA, które „zamykają” kod genetyczny na końcach ramion chromosomów. Podczas każdego podziału komórki telomery poddawane są częściowemu uszkodzeniu, skracaniu.
(powiązane jest to z istnieniem tzw. limitu Hayflicka), które skorelowane jest ze stopniowym starzeniem się komórki. Oprócz samego skracania telomerów, realizowanego przez enzym telomerazę, prawdopodobnie uszkodzenia DNA per se także pełnią rolę w „komórkowym odliczaniu czasu życia”. Wskazuje na to między innymi fakt, że uszkodzenia DNA oraz skracanie telomerów dzielą ze sobą te same mechanizmy odpowiedzi komórkowej. Starzenie się komórek może funkcjonować jako użyteczna alternatywa dla apoptozy, zwłaszcza tam, gdzie fizyczna obecność komórki jest z różnych powodów potrzebna organizmowi. Używa on mechanizmu „ostatniej szansy”, aby powstrzymać komórkę z uszkodzonym DNA przed dzieleniem się w niewłaściwy sposób przy braku pobudzających wzrost sygnałów komórkowych (ang. cellular signaling). W opozycji, przejście w stan spoczynku jest odwracalnym stanem wstrzymania aktywności komórki, niepowiązanym z jakimikolwiek uszkodzeniami genomu (patrz cykl komórkowy).

## Mechanizmy naprawy DNA
Komórki nie mogą funkcjonować, jeśli uszkodzenia DNA są na tyle poważne, że naruszają ciągłość lub zmieniają sens istotnej informacji genetycznej (ang. essential genes). Jakkolwiek komórki mogą funkcjonować jeśli uszkodzone są geny nieistotne (ang. non-essential genes), czyli takie, których uszkodzenia nie powodują śmierci komórki. Komórka działająca z takimi uszkodzeniami DNA może jednak wykazywać inne właściwości od komórek zdrowych (skrajnym wypadkiem są komórki nowotworowe) lub jej funkcje mogą być mocno upośledzone. Zależnie od typów uszkodzeń, które zaszły w dwuniciowej strukturze DNA, w toku ewolucji wykształciło się wiele strategii naprawczych, mających za zadanie kompensować i likwidować uszkodzenia. Jeśli jest to możliwe, komórki używają zazwyczaj nieuszkodzonej nici komplementarnej lub chromatydy siostrzanej jako matrycy do odtworzenia oryginalnej informacji na uszkodzonym elemencie komplementarnym. W przypadku braku takiej możliwości, używany jest awaryjny mechanizm syntezy DNA, zwany TLS (ang. Translesion DNA Synthesis).
Uszkodzenia DNA niosą zazwyczaj ze sobą zmianę organizacji przestrzennej helisy. Kiedy uszkodzenie jest już zlokalizowane, na miejsce zdarzenia rekrutowane są białka naprawcze, wiążące się z samym miejscem uszkodzenia lub w jego sąsiedztwie i które rekrutują następnie kolejne elementy kompleksów naprawczych. Uszkodzenia są usuwane przez takie złożone, wieloelementowe kompleksy specyficznych białek. Zależnie od typu uszkodzenia, a także od fazy cyklu komórkowego, w którym aktualnie znajduje się komórka, takie kompleksy mają różny skład podjednostkowy.

### Bezpośrednia naprawa uszkodzenia
Znane są trzy typy uszkodzeń DNA eliminowane przez mechanizmy komórkowej naprawy DNA bezpośrednio przez chemiczną modyfikację uszkodzenia bez użycia matrycy w postaci nieuszkodzonej informacji genetycznej. Każdy z tych typów uszkodzenia może dotyczyć wyłącznie jednego rodzaju zasady azotowej, wobec tego możliwe jest specyficzne usunięcie takiego uszkodzenia. Należą do nich:
1. reakcja fotoliazy, katalizującej reakcję naprawy dimerów tymidynowych (rodzaj dimerów cyklobutylowych) powstałych wskutek działania promieniowania UV na sąsiadujące zasady tymidynowe – tworzy się nieprawidłowe wiązanie kowalencyjne. Reakcja fotoreaktywacji katalizowana przez fotoliazę zależna jest od energii absorbowanej z przedziału UV-L (λ=300–500 nm)[10].
2. reakcja metylotransferazy metyloguaninowej (MGMT, bakteryjny odpowiednik ogt), katalizującej reakcję demetylacji metylowanych zasad guaninowych. Proces ten jest kosztowny dla komórki, ponieważ każda reakcja enzymatyczna zużywa jedną cząsteczkę enzymu, który nie może już katalizować następnych reakcji. W zasadzie nie jest to więc reakcja katalityczna, a zwykła stechiometryczna[11]. Uogólniona odpowiedź bakterii na związki metylujące jest odpowiedzią adaptacyjną i odzwierciedla poziom odporności na ciągłą ekspozycję na czynniki alkilujące[12].
3. reakcja prostej demetylacji zasad cytozynowych i adeninowych.

### Uszkodzenie pojedynczej nici

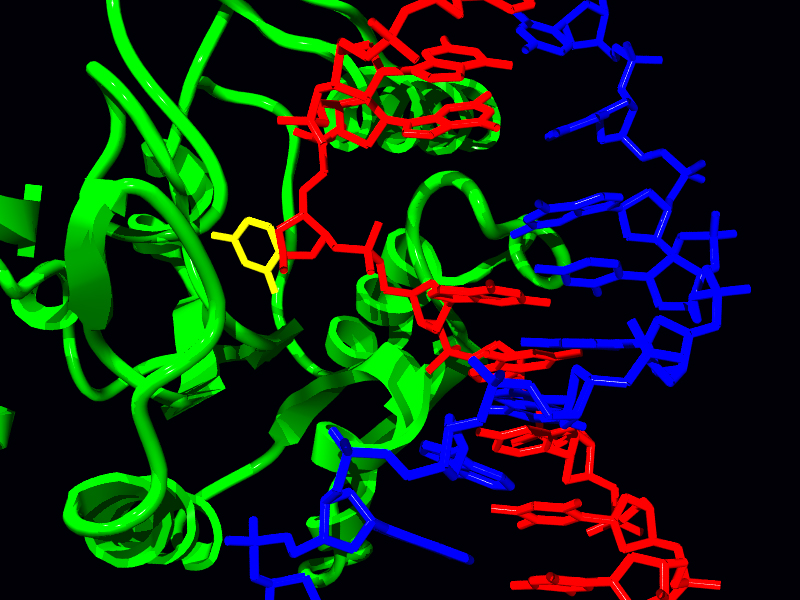
Struktura enzymu uracylo-DNA glukozydazy. Reszty uracylu zaznaczono na żółto

Gdy tylko jedna z dwóch nici tworzących podwójną helisę jest uszkodzona, druga nienaruszona nić może służyć za matrycę do naprawy uszkodzonej nici. Istnieje szereg mechanizmów naprawy, polegających na wycięciu uszkodzonego nukleotydu i zastąpieniu go prawidłowym, komplementarnym do nukleotydu w drugiej nici DNA:
1. naprawa przez wycinanie zasady (BER, ang. base-excision repair), korygująca uszkodzenia pojedynczych zasad uszkodzonych przez oksydację, alkilację, hydrolizę czy deaminację;
2. naprawa przez wycinanie nukleotydu (NER, ang. nucleotide-excision repair) korygująca większe uszkodzenia, obejmujące 2-30 zasad. Mechanizm ten rozpoznaje uszkodzenia zaburzające strukturę podwójnej helisy, takie jak dimery tymidynowe lub przerwania pojedynczej nici DNA (naprawiane przez takie enzymy jak UvrABC endonukleaza). Specjalny typ mechanizmu NER, zwany naprawą sprzężoną z transkrypcją (TCR, ang. transcription-coupled repair) angażuje enzymy NER do naprawy genów podlegających aktywnej transkrypcji;
3. naprawa niesparowanych zasad (MMR, ang. mismatch repair) koryguje błędy zaistniałe przy replikacji i rekombinacji genów, powodujące powstawanie niesparowanych zasad.

### Uszkodzenie obu nici
Uszkodzenia obu nici (ang. double-strand breaks, DSBs), w efekcie których oba łańcuchy nukleotydowe w podwójnej helisie zostają zerwane, są szczególnie niebezpieczne dla komórki, gdyż mogą prowadzić do nieodwracalnych zmian w genomie. Istnieją dwa mechanizmy naprawy DSBs: łączenie niehomologicznych zakończeń (NHEJ) oraz naprawa rekombinacyjna (znana również jako rekombinacja homologiczna).

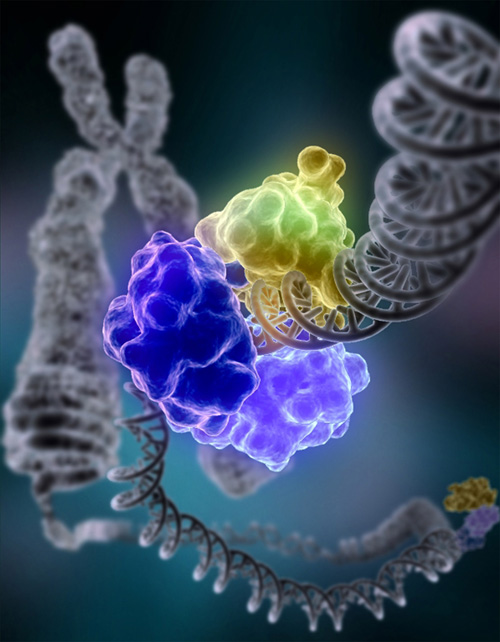
Ligaza DNA, tutaj pokazana w trakcie naprawy uszkodzenia chromosomu, jest enzymem łączącym rozerwane wiązania między nukleotydami poprzez reakcję utworzenia wiązania estrowego między resztą fosforanową a deoksyrybozą

Enzym topoizomeraza jest zdolny do powodowania zarówno pojedynczych, jak i podwójnych pęknięć nici DNA w procesie zmiany „superzwiniętej” (ang. supercoiled) struktury DNA na formę zwiniętą, szczególnie w okolicy otwartych widełek replikacyjnych. Przerwania te nie są jednak klasyfikowane jako uszkodzenia, ponieważ są naturalnym środkiem biochemicznego mechanizmu działania topoizomerazy i są niezwłocznie naprawiane przez te same enzymy, które je stworzyły.
- W NHEJ, ligaza DNA IV, wyspecjalizowana ligaza DNA tworząca zespół z czynnikiem XRCC4, łączy dwa rozerwane zakończenia[13]. Aby przeprowadzić naprawę, w NHEJ używane są krótkie homologiczne sekwencje zwane mikrohomologami. Znajdują się one na zakończeniach pojedynczych nici w miejscu przerwania. Jeśli zakończenia te są pasujące, naprawa zachodzi zazwyczaj bez utraty jakiejkolwiek informacji genetycznej[14][15][16][17]. NHEJ może również wprowadzać mutacje podczas naprawy. Utrata uszkodzonych nukleotydów w miejscu przerwania może prowadzić do usunięcia części genomu oraz translokacji wynikających z łączenia niehomologicznych zakończeń. NHEJ jest szczególnie użyteczne przed replikacją DNA w procesie podziału, kiedy nie ma matrycy umożliwiającej przeprowadzenie homologicznej rekombinacji. U wyższych organizmów eukariotycznych NHEJ dysponuje „kopią zapasową”, której może użyć przy naprawie[18]. Poza rolą „opiekuna” genomu, NHEJ jest potrzebne w procesie łączenia obu nici helisy przerwanych w trakcie tzw. rekombinacji V(D)J, procesu uróżnorodniającego genom limfocytów B i limfocytów T w układzie odpornościowym kręgowców[19].

- Naprawa rekombinacyjna potrzebuje identycznej lub prawie identycznej sekwencji genomu, która może być użyta jako szablon do naprawy uszkodzenia. Mechanizmy enzymatyczne sterujące tym procesem są niemal jednakowe z mechanizmami odpowiedzialnymi za przebieg crossing-over podczas podziału mejotycznego. Ta metoda pozwala na naprawę uszkodzonego chromosomu przy udziale siostrzanej chromatydy bądź chromosomu homologicznego jako wzoru. DSBs spowodowane mechanizmami replikacji usiłującymi dokonać podziału pomimo przerwania pojedynczej nici lub nienaprawionego uszkodzenia powodują przerwanie widełek replikacyjnych i są zwykle naprawiane poprzez rekombinację.

Zespół francuskich badaczy bombardował Deinococcus radiodurans promieniowaniem jonizującym, aby zanalizować sposób naprawy podwójnego przerwania nici u tych organizmów. Okazało się, że co najmniej dwie kopie genomu z różnymi uszkodzeniami mogą uformować fragmenty DNA poprzez hybrydyzację (ang. annealing). Fragmenty częściowo pokrywające się są następnie wykorzystywane do syntezy homologicznych fragmentów w trakcie cyklu D (ang. D-loop), mogących się powiększać aż do uzyskania komplementarnej nici. Ostatni etap obejmuje crossing-over przeprowadzany ścieżkami zależnej od białka RecA rekombinacji homologicznej.

### Synteza ponad miejscem uszkodzenia
Synteza ponad miejscem uszkodzenia (ang. translesion synthesis) pozwala na replikację wcześniej uszkodzonego DNA. Wymaga to użycia wyspecjalizowanych typów polimerazy DNA, która może wstawiać zasady w miejscach uszkodzenia. Z perspektywy komórki, ewentualne mutacje wywołane w czasie syntezy są mniej niebezpieczne niż kontynuowanie cyklu komórkowego z niecałkowicie zreplikowanym chromosomem.

## Ogólnokomórkowa odpowiedź na uszkodzenie DNA
Nagromadzenie uszkodzeń, zwłaszcza typu pęknięć nici DNA albo wiązania do helisy związków chemicznych, uniemożliwiających prawidłową propagację widełek replikacyjnych, jest jednym ze znanych bodźców stymulujących ogólnokomórkową odpowiedź na uszkodzenie DNA. Ogólnokomórkowa odpowiedź na uszkodzenie DNA jest procesem mającym na celu ochronę komórki i angażującym liczne szlaki naprawy, obejścia uszkodzenia, jego tolerancji albo, gdy inne mechanizmy okażą się nieskuteczne, apoptozy. Wspólnymi cechami tej odpowiedzi jest indukcja licznych genów zaangażowanych w naprawę DNA, mechanizmów kontrolnych cyklu komórkowego oraz mechanizmów transportu, segregacji i degradacji białek. Taka odpowiedź transkrypcyjna jest bardzo złożona i ściśle kontrolowana, przez co umożliwia skoordynowaną całościową odpowiedź komórki na uszkodzenie. Ogromna liczba uszkodzeń komórki stawia ją jednak często w sytuacji wymagającej wyboru między uruchomieniem apoptozy i śmiercią, albo przeżyciem obarczonym kosztem uszkodzonego genomu. Wzrost tolerancji na uszkodzenie może prowadzić do zwiększonej przeżywalności, co pozwoli na coraz większe gromadzenie się mutacji w genomie. Drożdżowe białko Rev1 i ludzka polimeraza η należą do rodziny polimeraz TLS DNA Y, obecnych podczas uogólnionej odpowiedzi na uszkodzenie DNA, i są odpowiedzialne za zwiększoną mutagenezę u eukariontów w przebiegu tego procesu.

### Punkty kontrolne uszkodzenia DNA
Podczas normalnych podziałów komórek, przebieg ich cyklu komórkowego jest kontrolowany pod względem prawidłowości przebiegu tego procesu w tak zwanych punktach kontrolnych cyklu komórkowego (ang. cell cycle checkpoints). Punkty kontrolne cyklu znajdują się na granicy fazy G1 i fazy S oraz pod koniec fazy G2, tuż przed podziałem mitotycznym, a także podczas samego podziału. Gdy maszyneria kontrolna wykryje uszkodzenie DNA podczas któregoś z punktów kontrolnych, zdarzenie to zatrzymuje cykl komórkowy (i ewentualnie kieruje komórkę na szlak apoptozy), co daje komórce czas na naprawę uszkodzenia przed przejściem do następnego etapu. Rozpoznanie uszkodzenia DNA jest dokonywane głównie przez wielkocząsteczkowy kompleks białkowy określany jako BASC (ang. BRCA1 associated genome surveillance complex). W skład tego kompleksu wchodzą między innymi białka BRCA1 and ATM. Mutacje w genie BRCA1 są związane z rakiem sutka, a mutacje genu ATM wywołują autoimmunologiczną chorobę znaną jako ataksja-teleangiektazja albo zespół Louis-Bar. ATM wykrywa uszkodzenie i przekazuje sygnał białku p53. p53 aktywuje wtedy odpowiednie geny, prowadząc albo do apoptozy, albo do zatrzymania komórki w cyklu komórkowym zanim wejdzie w fazę S cyklu.
- W punkcie kontrolnym G1/S replikacja DNA ulega wstrzymaniu, a następnie białko p53 aktywuje mechanizm apoptozy. Aby komórka weszła w fazę S cyklu, wymagana jest obecność kinazy zależnej od cyklin CDK2 i cykliny E. Białko p53 dezaktywuje kompleks CDK2/cyklina E na drodze fosforylacji.
- W punkcie kontrolnym G2/M komórka jest zatrzymana zanim ulegnie podziałowi mitotycznemu, dopóki naprawa DNA nie zostanie zakończona.
- Punkt kontrolny wrzeciona podziałowego jest obecny już w trakcie samego podziału. W tym okresie cyklu rozdział chromosomów może ulec wstrzymaniu dopóki nie wszystkie chromosomy nie zostaną prawidłowo przyłączone do włókien wrzeciona podziałowego. Proces ten kontrolują liczne czynniki, w tym białko APC.

Zidentyfikowano również punkt kontrolny wewnątrz fazy S cyklu. Aktywacja tego punktu kontrolnego zależy od dwóch kinaz białkowych, ATM i ATR. ATM odpowiada na uszkodzenia podwójnej nici DNA i przerwania struktury chromatyny. Kinazy te fosforylują specyficzne białka uruchamiając kaskadę transdukcji sygnału, prowadzącą ostatecznie do zatrzymania cyklu.

### Eukariotyczna odpowiedzi transkrypcyjne na uszkodzenie DNA
Ekspozycja drożdży Saccharomyces cerevisiae na działanie czynników uszkadzających DNA skutkuje częściowo nakładającymi się, ale zasadniczo odmiennymi profilami transkrypcyji. Podobieństwa do środowiskowej odpowiedzi wstrząsowej (shock response) wskazują, że główny szlak uogólnionej, ogólnokomórkowej odpowiedzi wstrząsowej ma miejsce na etapie aktywacji transkrypcji. Inaczej jest w różnych typach komórek człowieka. Ich odpowiedź jest zindywidualizowana, i brak jest jednej powszechnej uogólnionej odpowiedzi. Prawdopodobnym wytłumaczeniem tej różnicy jest heterogeniczność komórek ssaków. W zależności od narządu który dany typ komórek buduje, wrażliwość komórek na różne typy uszkodzenia DNA jest odmienna.

### Odpowiedź SOS u prokariontów
Odpowiedzią SOS określa się zmiany w ekspresji genów u Escherichia coli i innych bakterii w odpowiedzi na uszkodzenie DNA. System SOS prokariontów regulują dwa kluczowe białka: LexA i RecA. Homodimer LexA jest represorem transkrypcji, przyłączającym się do sekwencji operatorowych (zazwyczaj określanych jako kaseta SOS, ang. SOS box). Wiadomo, że LexA reguluje proces transkrypcji około 48 genów, w tym lexA i recA. Najczęstszym komórkowym sygnałem aktywującym odpowiedź SOS jest obecność jednoniciowego DNA, powstającego przy replikacji w miejscu widełek replikacyjnych albo przy rozdzieleniu podwójnej nici DNA katalizowanym przez helikazę DNA. Podczas inicjacji procesu białko RecA przyłącza ssDNA w reakcji sprzężonej z hydrolizą ATP, prowadząc do powstania kompleksów RecA–ssDNA. RecA–ssDNA aktywuje autoproteazową aktywność LexA, czego skutkiem jest rozpad dimerów LexA i ich degradacja. Brak represora powoduje transkrypcję genów SOS, co powoduje dalsze przekazywanie sygnału w komórce, zahamowanie podziału komórki i wzrost syntezy białek odpowiedzialnych za śmierć komórki.
Kasety SOS są wysoce konserwatywnymi ewolucyjnie sekwencjami o palindromowej strukturze, długości ok. 20 nukleotydów położonymi w pobliżu promotorów. Różnice w sekwencjach promotorowych sprawiają, że LexA z różną siłą wiąże się do różnych sekwencji promotorowych co umożliwia synchronizację odpowiedzi SOS. Geny naprawy DNA są indukowane na samym początku odpowiedzi SOS. Polimerazy TLS podatne na błędy, na przykład UmuCD’2 (zwana także polimerazą V), są indukowane później lub w ostatniej kolejności. Gdy uszkodzenie DNA jest naprawione bądź pominięte przy użyciu polimeraz lub rekombinacji, ilość jednoniciowego DNA w komórce ulega zmniejszeniu, zmniejszając ilość filamentów RecA i aktywność wiązania przezeń homodimeru LexA, które mogą tym samym ulec związaniu do kaset SOS i przywrócić prawidłową ekspresję genów.

## Naprawa i starzenie się DNA

### Nieprawidłowa naprawa DNA w patologii
Niewydajne mechanizmy naprawy DNA mogą prowadzić do chorób dziedzicznych, skutkujących przedwczesnym starzeniem się organizmu, zwiększoną wrażliwością na czynniki rakotwórcze, a w efekcie zwiększoną zachorowalnością na nowotwory. Na przykład myszy, które pozbawiono głównego mechanizmu systemu NHEJ oraz zaburzono sposoby konserwacji telomerów, częściej zapadały na chłoniaki złośliwe i różnego rodzaju infekcje, w wyniku czego żyły krócej niż myszy niepoddane takim modyfikacjom. Podobne skutki – przedwczesny rozwój chorób powiązanych ze starzeniem się i w efekcie skrócenie życia – obserwowano u myszy pozbawionych białka rozwijającego helisę DNA, kluczowego dla procesów naprawy i transkrypcji. Jednak nie każde uszkodzenie mechanizmu naprawy DNA daje przewidziane efekty. Myszy z wyłączonym mechanizmem NER wykazywały zmniejszoną długość życia mimo braku zauważalnego wzrostu ilości mutacji. Badacze sugerują także, iż jeśli w trakcie naprawy jednego uszkodzenia DNA nastąpi drugie, ich suma daje efekt znacznie większy niż suma dwóch uszkodzeń następujących w większym odstępie czasowym. Stało się to podstawą teorii „drugiego zdarzenia” (ang. second event theory), wysuniętej przez C. Busby’ego, jakkolwiek teoria ta wywołała polemikę między autorem i innymi badaczmi i wydaje się nie do końca słuszna w świetle innych wyników.
Z drugiej strony organizmy o szczególnie skutecznych systemach naprawy DNA, jak np. Deinococcus radiodurans, gatunek najodporniejszy na promieniowanie spośród obecnie znanych, wykazują niezwykłe zdolności przeciwdziałania wywołanym przez promienie jonizujące zerwaniom podwójnej helisy, prawdopodobnie dzięki wyjątkowym mechanizmom naprawy DNA (szczególnie NHEJ).

### Ograniczenie ilości spożywanych kalorii a długowieczność
Udowodniono, że pewna liczba indywidualnych genów wpływa bezpośrednio na długość życia poszczególnych osobników populacji. Działanie owych genów pozostaje w ścisłej zależności ze środowiskiem życia organizmu, a szczególnie ze składem jego diety. Ograniczenie ilości spożywanych kalorii skutkuje wydłużeniem życia u wielu organizmów, prawdopodobnie dzięki ścieżkom przekazywania informacji o niedoborze substancji odżywczych (ang. nutrient sensing pathways) oraz zmniejszonemu tempu metabolizmu. Mechanizmy molekularne, dzięki którym ograniczenie takie powoduje wydłużenie życia, są jak dotąd nieznane, jakkolwiek zaobserwowano zmianę zachowania się wielu genów zaangażowanych w naprawę DNA w warunkach zmniejszonej ilości dostarczanych z pożywieniem kalorii.
Dla przykładu: zwiększenie ilości kopii genu SIR-2, regulującego upakowanie DNA u nicienia Caenorhabditis elegans, może w znaczący sposób zwiększyć długość życia u osobników tego gatunku. Odpowiednik SIR-2 występujący u ssaków uruchamia metody naprawy DNA zawarte w NHEJ (łączenie niehomologicznych zakończeń, ang. non-homologous end joining), mechanizmie szczególnie skutecznym przy ograniczonej ilości spożywanych pokarmów. Ograniczenie to jest blisko powiązane z tempem naprawy nDNA u gryzoni, jednak podobna zależność nie została zaobserwowana w przypadku DNA mitochondrialnego.
Inny gen, AGE-1 występujący u C. elegans, efektor niektórych dróg naprawy DNA, zwiększa znacznie długość życia w warunkach swobodnego żywienia, prowadzi jednak do zmniejszenia sprawności reprodukcyjnej w wypadku ograniczenia ilości kalorii. Obserwacja ta przemawia za plejotropową teorią biologicznego pochodzenia procesu starzenia się, która zakłada, że geny zapewniające większe szanse przeżycia w młodości nie znikną w procesie doboru naturalnego nawet, jeśli skutkują zwiększeniem śmiertelności u osobników starszych.

## Medycyna i modulacja naprawy DNA

### Wrodzone zespoły nieprawidłowej naprawy DNA
Nieprawidłowe funkcjonowanie mechanizmu NER jest odpowiedzialne za liczne genetyczne schorzenia, w tym:
- xeroderma pigmentosum: nadwrażliwość na światło słoneczne, objawiająca się zwiększoną częstością występowania nowotworów skóry i przedwczesnym starzeniem się;
- zespół Cockayne’a: nadwrażliwość na UV i związki chemiczne;
- trichotiodystrofia: wrażliwa skóra, łamliwe włosy i paznokcie.

W dwóch ostatnich jednostkach chorobowych występuje często opóźnienie umysłowe, co sugeruje zwiększoną wrażliwość neuronów w trakcie rozwoju układu nerwowego.
Inne choroby związane z nieprawidłową naprawą DNA to:
- zespół Wernera: przedwczesne starzenie i niskorosłość;
- zespół Blooma: nadwrażliwość na światło słoneczne, zwiększona zachorowalność na nowotwory (zwłaszcza białaczki);
- ataksja-teleangiektazja: nadwrażliwość na promieniowanie jonizujące i niektóre związki chemiczne;
- zespół Nijmegen.

Wszystkie powyższe dolegliwości są często nazywane „progeriami segmentalnymi”, ponieważ chorzy wyglądają starzej niż w rzeczywistości oraz cierpią z powodu chorób starczych w anormalnie młodym wieku.
Inne choroby powiązane z upośledzeniem mechanizmów naprawy DNA to między innymi niedokrwistość Fanconiego, dziedziczny rak sutka oraz dziedziczny rak jelita grubego.

### Naprawa DNA i nowotwory
Odziedziczone mutacje w genach naprawy DNA są u człowieka silnie powiązane z wysokim ryzykiem zachorowania na nowotwory. Dziedziczny niepolipowaty rak jelita grubego (HNPCC, zespół Lyncha) jest spowodowany mutacjami w genach kodujących białka zaangażowane w naprawę niesparowanych zasad (ang. mismatch repair). Mutacje w genach BRCA1 i BRCA2 są związane z wyraźnie zwiększonym ryzykiem raka sutka – kodowane przez te geny białka biorą udział w wielu procesach naprawy DNA, między innymi NHEJ i rekombinacji homologicznej.
Z kolei chemioterapia i radioterapia w leczeniu nowotworów działają przez unieczynnienie mechanizmów naprawy DNA w komórkach, przez co prowadzą do śmierci komórek, zwłaszcza tych szybko się dzielących – czyli także nowotworowych. Dodatkowo obie formy terapii powodują także znaczne uszkodzenia w samym materiale genetycznym. Jednak takie leczenie powoduje skutki uboczne – uszkodzeniu ulegają też inne, zdrowe komórki o podwyższonym tempie proliferacji – jak komórki pnia szpiku kostnego i komórki mieszków włosowych.

## Naprawa DNA a ewolucja
Odkryte skamieniałości wskazują, że jednokomórkowe życie zaczęło rozprzestrzeniać się na naszej planecie w pewnym momencie ery prekambryjskiej, nieznany jest jednak dokładny czas jego pojawienia się w „nowoczesnej” formie. Kwasy nukleinowe stały się wyłącznym i uniwersalnym sposobem zapisywania informacji genetycznej, toteż zaistniała potrzeba stworzenia mechanizmu naprawiającego DNA. Jego podstawowa forma została później odziedziczona przez wszystkie inne istniejące formy życia od ich wspólnego przodka. Wzbogacenie atmosfery ziemskiej w tlen (znane jako katastrofa tlenowa) przez organizmy fotosyntetyczne, a także pojawienie się potencjalnie niebezpiecznych wolnych rodników wewnątrz komórki w wyniku fosforylacji oksydacyjnej, zrodziło konieczność ewolucji mechanizmów naprawy DNA działających odpowiednio do rodzaju uszkodzeń wywołanych przez procesy oksydacyjne.
Takie podstawowe procesy naprawy DNA są silnie konserwowane zarówno w świecie eukariontów, jak i prokariontów, a nawet u bakteriofagów (wirusów atakujących bakterie), co oznacza, że wszelkie znaczące mutacje dotyczące takowych procesów zostają wyeliminowane w procesie doboru naturalnego. Jakkolwiek, bardziej złożone organizmy, z bardziej złożonymi genomami, mają proporcjonalnie więcej mechanizmów naprawy.

### Tempo zmian ewolucyjnych
Niekiedy uszkodzenie DNA nie jest naprawiane albo mechanizm naprawy uszkodzeń DNA zawodzi, co powoduje zmianę w sekwencji DNA. Mutacje mogą być przekazane potomnym komórkom, a jeśli zdarzenie nastąpiło w linii komórek generatywnych, mutacja może się znaleźć w genomie gamety i, ostatecznie, we wszystkich komórkach organizmu potomnego. Tempo ewolucji poszczególnych gatunków (a w węższym ujęciu, poszczególnych genów) jest funkcją współczynnika mutacji. W rezultacie, tempo i dokładność mechanizmów naprawy DNA ma wpływ na proces przemian ewolucyjnych.